# Поцило (Салерно)
Поцило је насеље у Италији у округу Салерно, региону Кампанија.
Према процени из 2011. у насељу је живело 336 становника. Насеље се налази на надморској висини од 178 м.